# Berazategui
Berazategui – miasto w Argentynie, położone we wschodniej części prowincji Buenos Aires.

## Opis
Miejscowość została założona w 4 listopada 1960 roku, stacja węzłowa. Obecnie Berazategui wchodzi w skład aglomeracji Buenos Aires.